# Monster Hunter Generations
Monster Hunter Generations är ett actionrollspel utvecklat och utgivet av Capcom. Spelet tillkännagavs maj 2015, släpptes i Japan november 2015 och internationellt juli 2016. Som andra titlar i Monster Hunter-serien, genomför spelarna uppdrag som innebär att jaga farliga varelser. Viktiga tillägg i denna del av serien inkluderar speciella attacker, nya kampstilar och möjligheten att spela som Felynes, som traditionellt bara har uppträtt som kompis till spelaren. En utökad version av spelet, betitlad Monster Hunter XX, tillkännagavs i oktober 2016 och släpptes uteslutande i Japan mars 2017. En HD-port av expansionen till Nintendo Switch, med titeln Monster Hunter Generations Ultimate, släpptes i Japan augusti 2017 och släpps internationellt augusti 2018.